# Presídio Tiradentes
O Presídio Tiradentes foi um presídio na cidade de São Paulo que ficou conhecido por abrigar presos políticos na Era Vargas e na ditadura militar, iniciada em 1964. Inaugurado em 1852, foi criado como Casa de Correção e posteriormente passou a ser a Casa de Detenção de São Paulo. 
Sua desativação foi anunciada em 1964, embora tenha ocorrido em 1973. Foi conservado o seu portal, tombado em 1985 pelo CONDEPHAAT devido a seu interesse histórico "pelo valor simbólico que representa na luta contra o arbítrio e a violência institucionalizadas em nosso país em passado recente." Em seu lugar foi construído um prédio que incorpora o Teatro Franco Zampari, da TV Cultura e uma agência do Banco do Brasil, localizado à Avenida Tiradentes, 451.
Dentre os presos famosos que por lá passaram estão Monteiro Lobato, durante o Estado Novo e Dilma Rousseff durante a ditadura.

## História

##### Construção
Na época imperial, a Província de São Paulo não registrava altas taxas de criminalidade, sendo raros os casos de furto e roubos. Tais acontecimentos tomaram forma lentamente com o crescimento da cidade, que ocorreu devido a produção do café. Até então, locais alternativos eram utilizados para abrigar infratores, visto a sua baixa demanda. A Casa de Correção de São Paulo (conhecido posteriormente como Presídio Tiradentes) surge como resposta ao aumento dos crimes.
O Presídio Tiradentes ficou conhecido inicialmente como Cadeia da Luz. Anos depois, tornou-se a Casa de Correção de São Paulo. A construção iniciou-se em 1825, porém foi inaugurada apenas de 6 de maio de 1852, tendo como primeiro diretor o brigadeiro Francisco Antonio de Oliveira. Em 1870, a organização de cargos na Cadeia correspondia a 1 diretor, 1 escrivão, 1 almoxarife, 1 capelão, 1 professor de primeiras letras, 1 sacristão, 3 carcereiros, 1 enfermeiro, 1 ajudante e 16 guardas.

##### Características

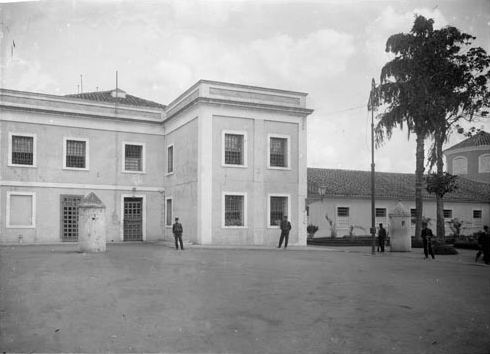
Área do pátio em 1920

Inicialmente, teve sua estrutura pensada para dois propósitos: depósito de escravos, que eram colocados no calabouço; e casa de correção, que abrigava aqueles que não correspondiam aos padrões vigentes, fosse pela prática de crimes ou classe social, como vadios.
As condições da construção eram insalubres. Celas pequenas, condições precárias de higiene e de alimentação. Após observar a situação, o senador da República Paulo Egídio criou uma comissão para averiguar as necessidades do Presídio Tiradentes. Após os resultados, verificou-se que o Tiradentes estaria completamente condenado. Desta maneira, o senador elaborou e implantou uma proposta para uma Nova Penitenciária do Estado, que seria o Instituto de Regeneração – Carandiru, inaugurado em 1920, reconhecido como modelo das Américas e até mesmo cartão postal da cidade. Mesmo com o sucesso do Carandiru, o presídio Tiradentes continuou funcionando.

##### Presídio político

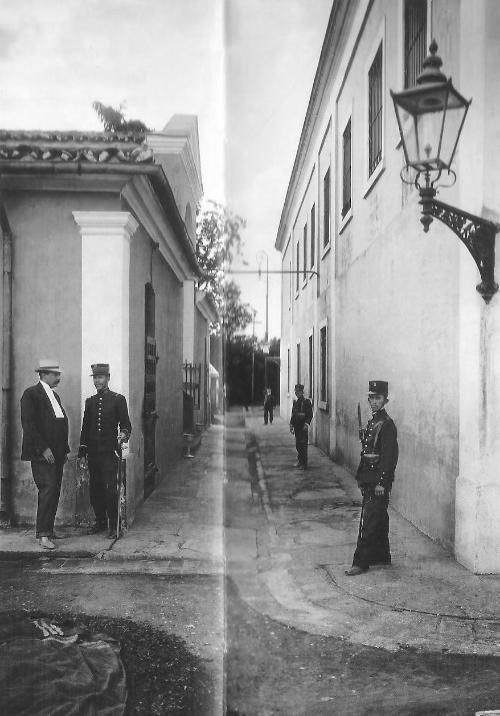
Guardas na área externa da construção em 1920

Durante o Estado Novo o Presídio Tiradentes assumiu o caráter também de presídio político. Todos os indiciados na Lei da Segurança Nacional foram abrigados na penitenciária em um novo pavilhão, especial para infratores políticos. Foi neste período que Monteiro Lobato foi preso no local, entre 1936 a 1937. Sua cela, número 1 do Pavilhão 1, foi homenageada pelos outros infratores como Cela Monteiro Lobato.
Após o Golpe de Estado no Brasil em 1964, qualquer manifestação contra o governo poderia significar ferir a Lei de Segurança Nacional. Desta maneira, punições. perseguições políticas, prisões, torturas tornaram-se muito mais frequentes e gerando um número maior de infratores. Isso causou condições ainda mais precárias no local. Estes presos políticos eram acusados de conspiração contra o regime, contra a ordem, participação no Partido Comunista, promoção e participação de panfletagem, propaganda, passeatas, comícios, reuniões, congressos estudantis, ações armadas contra o regime e acobertamento de suspeitos.
O Presídio Tiradentes ficou conhecido como purgatório, pois era para esta penitenciária que os detentos iam cumprir a pena ou aguardar o julgamento após sair do DOI-Codi ou do DOPS, e terem passado pelos interrogatórios e torturas. Uma grande parte dos presos não tinha nenhum registro que comprovasse sua condição de detento. Isso abria a possibilidade de execução sem pena aos culpados, pois não podia-se provar a passagem do infrator pelo local. Nesta época, a tortura psicológica e física dentro do presídio chegou a altos níveis. Os presos tinham cuidados médicos negados e desenvolviam graves problemas de saúde devido às torturas sofridas anteriormente.

##### Rotina

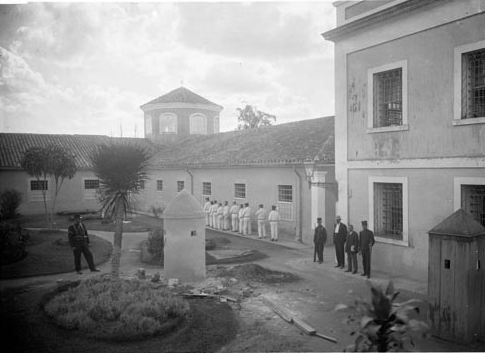
Região fora das celas em 1920

No Tiradentes, estavam reclusos infratores homens e mulheres, porém, estas últimas ocupavam outro pavilhão. O contato entre os dois não era permitido. Os casais civilmente casados eram os únicos que tinham permissão para encontrar-se, ainda sob os os olhos dos vigilantes.
Nesta época, a comida que chegava do Presídio Carandiru, já em condições insalubres. Desta forma, os presos políticos começaram a preparar seus próprios alimentos, improvisando fogões nas celas e utensílios. Muitos familiares levavam os alimentos para que os presos pudessem cozinhar.
Além da cozinha simples, as celas contavam com televisão, rádio, revistas, jornais e livros. Todo o material escrito era vistoriado pelos guardas antes de adentrar. A televisão deveria ser ligada apenas para filmes, futebol e o Jornal Nacional.
Atividades como aulas, oficinas, artesanato, tricô, crochê, costura e futebol faziam parte do dia a dia dos presos. Eles também tinham direito a banho de sol e visitas, porém, qualquer mínima manifestação contra a ordem do presídio já causava a suspensão destas.

##### Greve de fome

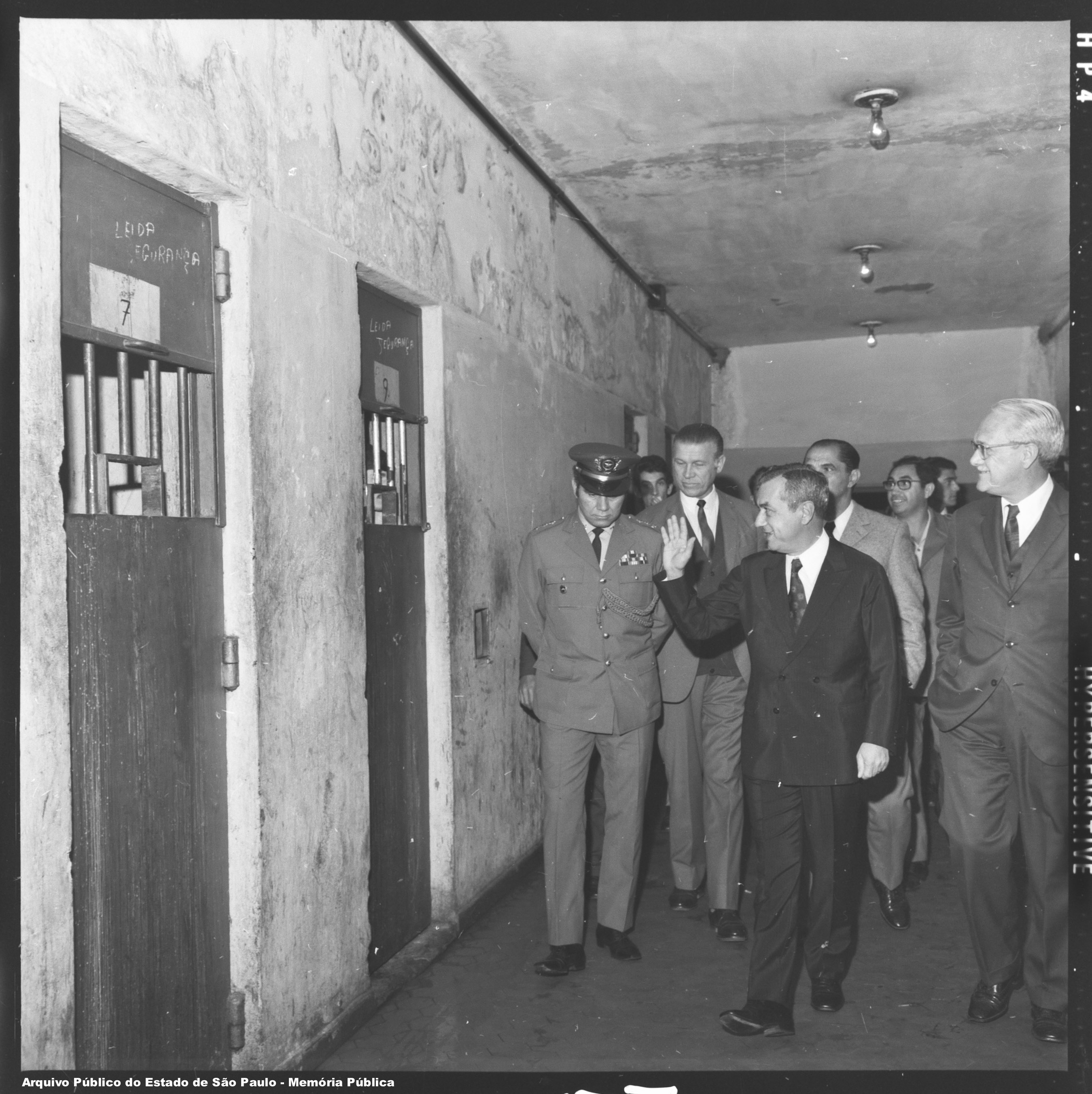
Aspecto da ala de presos políticos durante visita do governador Natel ao presídio, 1971.
Arquivo Público do Estado de São Paulo

Os presos comuns sofriam torturas constantes. Os presos políticos tentavam interromper a violência gritando e batendo nas celas, e muitas vezes conseguiam. Essa rotina aumentava e detentos chegavam a ser retirados de suas celas para serem mortos nas zonas periféricas da cidade pelo chamado Esquadrão da Morte, do qual participavam o diretor da penitenciária, o delegado e outros guardas. Seu líder era o delegado Sérgio Fernando Paranhos Fleury e com a prática, visava-se acabar com membros indesejados da sociedade.
Após denúncias feitas pelos presos políticos, o procurador de justiça Hélio Pereira Bicudo abriu um processo para investigar as atividades do Esquadrão da Morte. O juíz Mario Fernandes deu a ordem de prisão de diversos membros da polícia que tinham relação com a execução dos presos comuns, além de colocar o delegado Olinto Denardi, diretor do presídio, em prisão preventiva por 30 dias. Sucedendo Denardi, seu assistente José Marconi Júnior torna-se diretor e começa a retaliar os presos políticos que denunciaram o Esquadrão. Marconi iniciou um processo de transferência destes detentos para outros presídios. Logo após este processo, os presos iniciam uma greve de fome em 12 de Maio de 1972. Mesmo assim, mais detentos continuam a sair do Tiradentes em direção, inclusive, ao Presídio Presidente Venceslau, em Presidente Prudente. As transferências visavam desmobilizar as reuniões para conspiração e evitar contato com famílias.
A greve de fome durou 32 dias no Presídio Tiradentes, enquanto no Presidente Venceslau foram 33 dias. A esta altura, a imprensa nacional e internacional já estava cobrindo o acontecimento. Os presos encontravam-se fracos e muitos tiveram problemas de saúde.

##### Fechamento

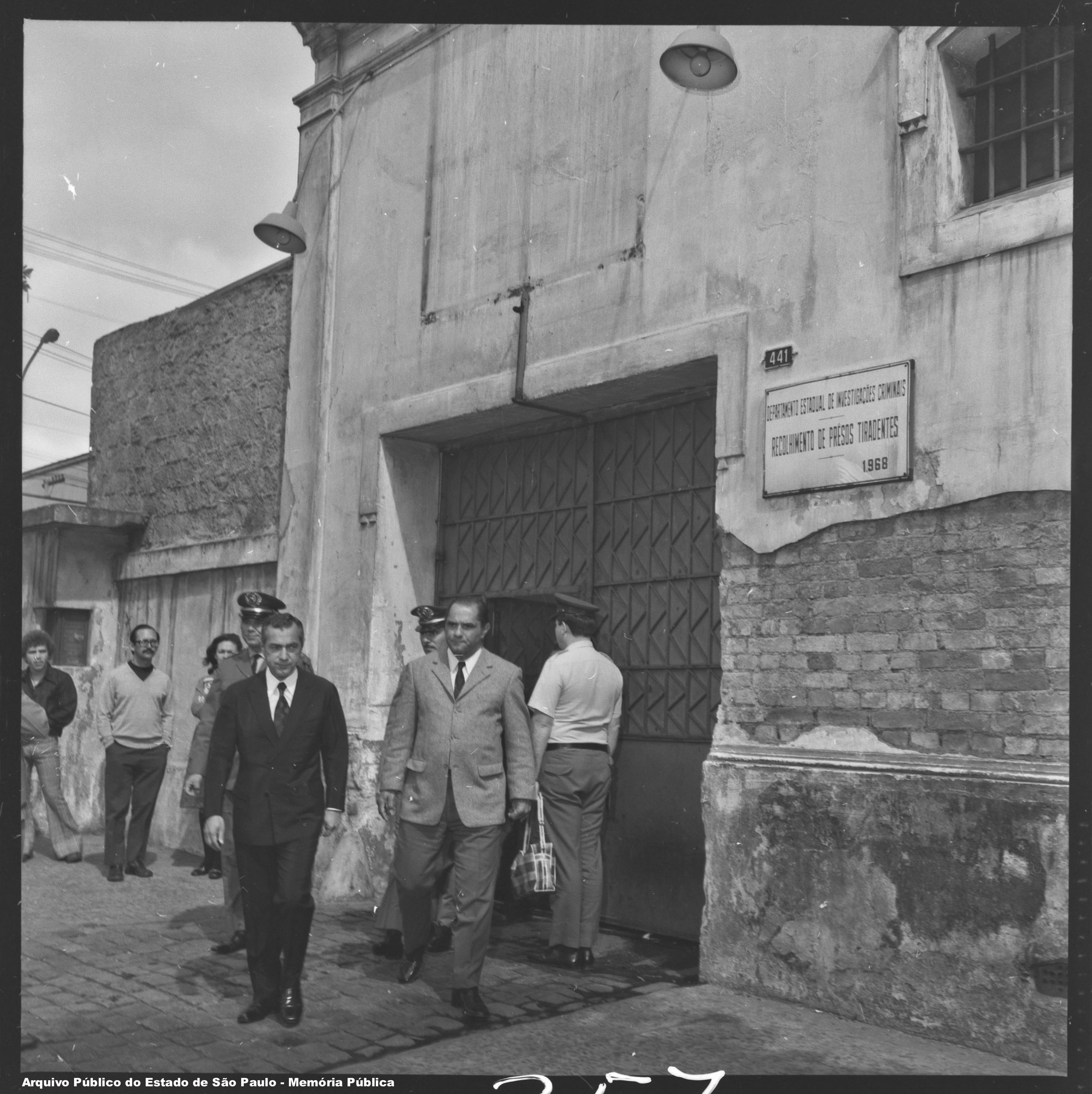
Vista das instalações degradadas do presídio durante visita do governador Natel ao presídio, 1971.
Arquivo Público do Estado de São Paulo

As instalações do Presídio acabaram defasadas e deterioradas, facilitando fugas em 1960 e 1964. Nesse mesmo ano, o governo anunciou planos para a desativação do Presídio. Porém, somente em 1970 o governo do estado iniciou a construção da Penitenciária Feminina do Carandiru para permitir a desativação do Presídio Tiradentes. Após um temporal que atingiu São Paulo em 22 de março de 1972, uma ala sofreu desabamento parcial de suas paredes de taipa de pilão, além de danos nas instalações elétricas de todo o Presídio. Após condenar a estrutura e transferir os últimos presos, o governo do estado desativou o Presídio Tiradentes em 18 de maio de 1973, com os últimos trinta detentos transferidos para a Penitenciária de Estado (Carandiru). e para o Presídio do Hipódromo.

## Arquitetura
A área ocupada pelo presídio representava 9.670 m² Existiam dois pavilhões, sendo o Pavilhão I o mais novo, com apenas 7 celas para presos políticos. O Pavilhão II era o mais antigo, com duas partes: presos políticos no térreo e presos comuns no primeiro andar. Além disso, havia dois tipos de celas, que abrigavam 70 ou 6 detentos.
As mulheres ocupavam outro pavilhão, afastado da área masculina, em uma torre na parte traseira do Tiradentes, conhecida como Torre das Donzelas. Na época, a Torre das Donzelas abrigou a ex-presidente Dilma Rousseff,  que passou quase 3 anos no local.
O Portal de Pedra, posteriormente tombado como patrimônio histórico e monumento público, ficava localizado na entrada do presídio. Ele foi construído apenas em 1930 e permanece no local até hoje.

## Estado atual

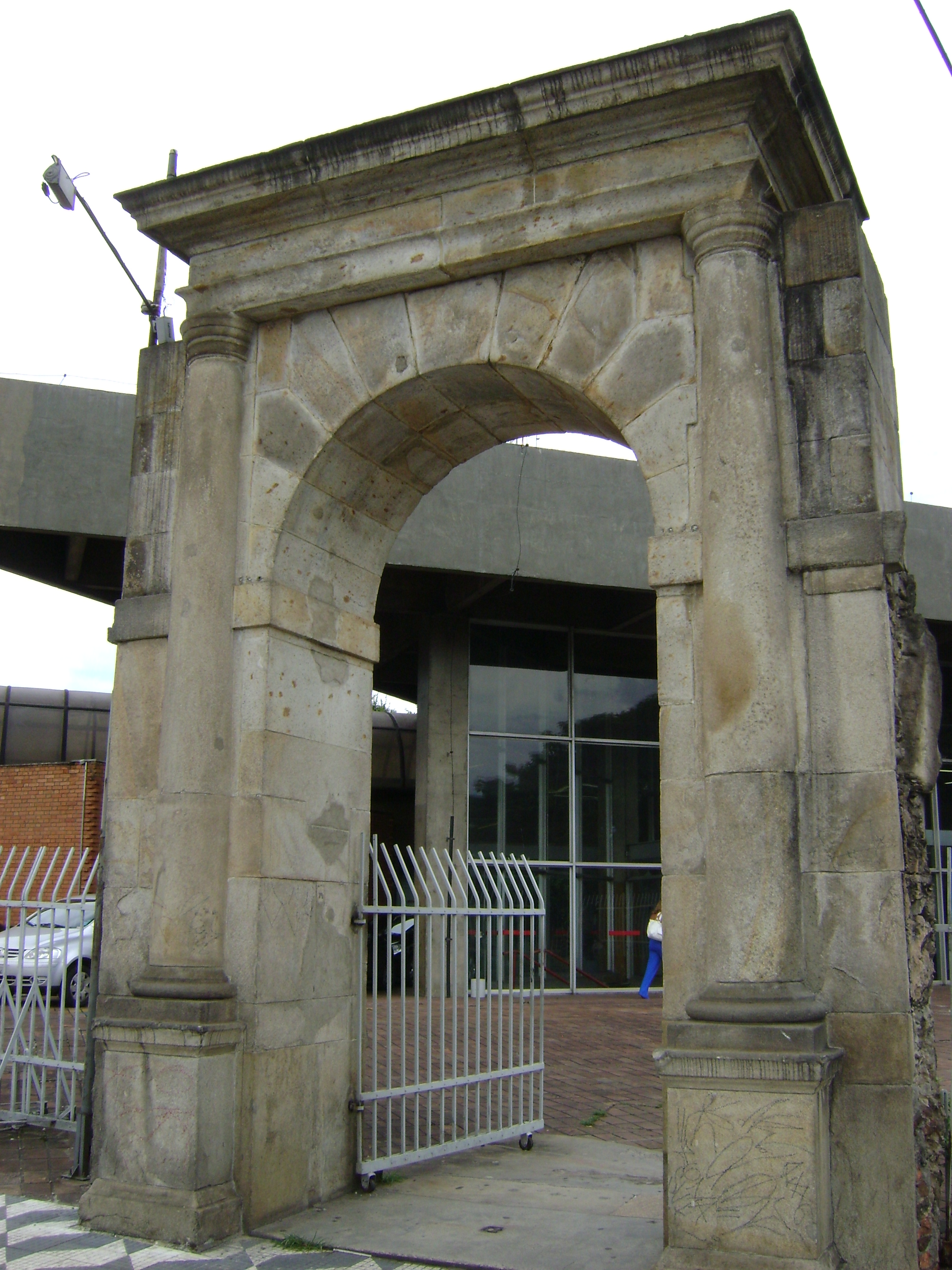
Portal de Pedra visto da calçada da Avenida Tiradentes em 2009

Após uma fuga de presos em 1964 o governo do estado anunciou a desativação do Presídio Tiradentes. Com algumas alas ainda construídas em taipa de pilão, problemas elétricos e de abastecimento, o Tiradentes era o presídio mais antigo do estado em funcionamento. Após o desabamento parcial de uma ala, houve sua desativação. A prefeitura e o governo do estado aproveitaram as obras do metrô que ocorriam ao lado do Presídio para demolir suas instalações em 1973. No total, representou uma área de 9.670 m². A estação construída ao lado do presídio demolido foi nomeada como Estação Tiradentes, que está ativa atualmente e faz parte da Linha 1-Azul do Metrô.
O espaço que o presídio abrangia originalmente foi ocupado por uma agência bancária do Banco Nossa Caixa e o Teatro Franco Zampari, da TV Cultura.. O Portal remanescente do presídio permanece no local, fazendo parte do circuito turístico de São Paulo.

##### Conservação
A área na qual o Portal de Pedra encontra-se é bastante degradada. Em 1985, ano de tombamento do patrimônio, o Portal chegou a receber uma placa de bronze como homenagem aos presos políticos, fazendo com que familiares e amigos depositassem flores nos dias de Finados. Este costume estendeu-se por alguns anos, até a placa ser roubada. Ela não foi substituída e atualmente, a construção segue sem a homenagem.

## Significado histórico e cultural
O único resquício do Presídio Tiradentes é o Portal de Pedra, tombado pelo CONDEPHAAT em 1985 como patrimônio histórico e monumento público. Este tombamento ocorre após o reconhecimento da penitenciária como símbolo de luta contra a violência. O resquício em formato de arco representa a passagem como um esforço rumo a Redemocratização do Brasil. Esta construção relembra, reconhece e presta homenagem a participantes de todas as correntes de oposição ao regime militar, além de abranger uma história que é vinculada aos escravos e ao Estado Novo.
Por lá passaram ladrões, imigrantes, intelectuais e ativistas políticos. É um desafio ao silêncio das memórias da ditadura no Brasil. Em 1985, ano em que foi tombado, o país reconstituía sua democracia e elegia o primeiro presidente pós-ditadura em um movimento que foi chamado de Diretas Já.

##### Tombamento

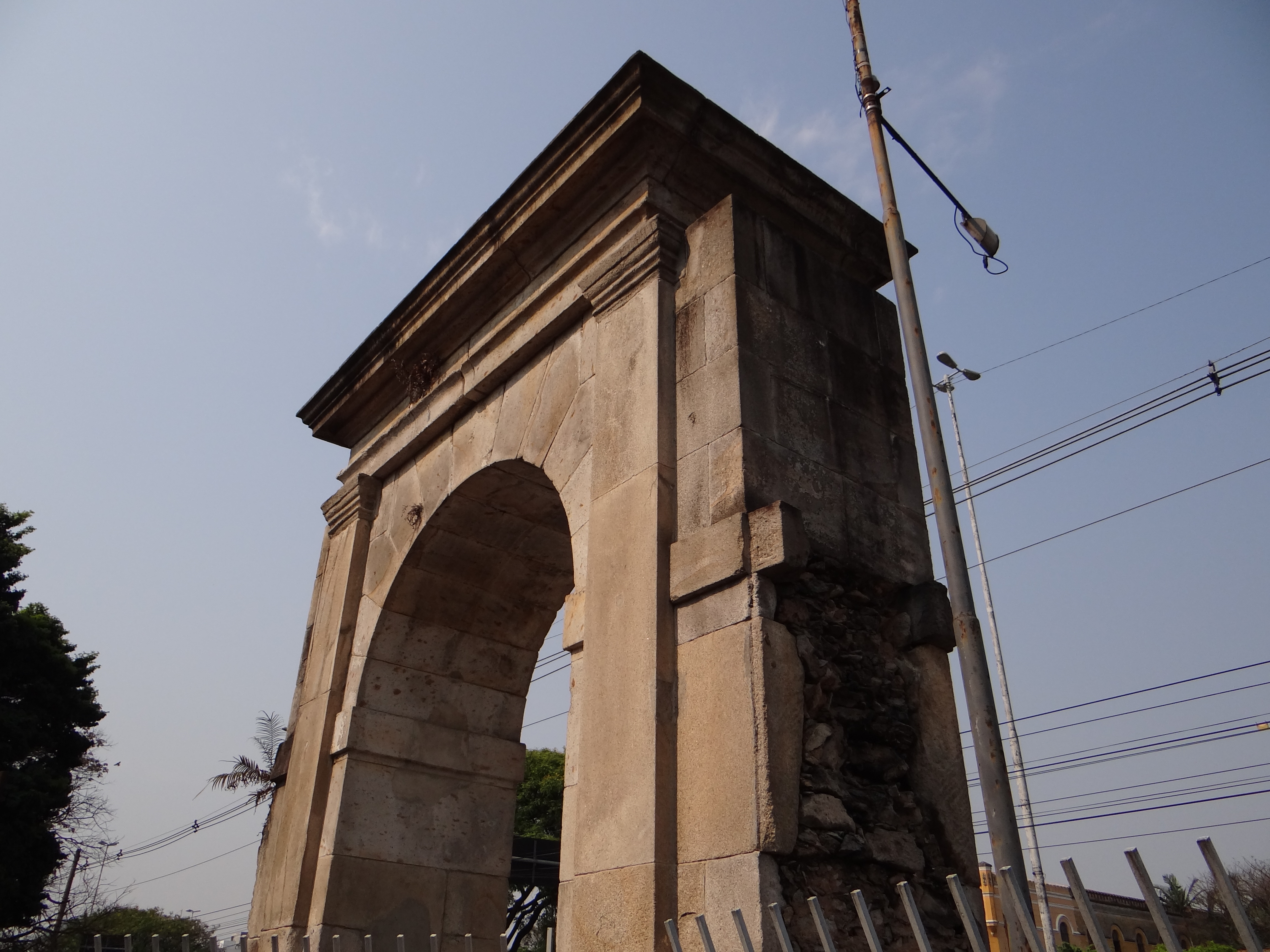
Portal de Pedra tombado pelo CONDEPHAAT, ano de 2016

A solicitação do tombamento do Portal de Pedra remanescente contou com a inciativa do Sindicato dos Jornalistas Profissionais no Estado de São Paulo através de abaixo-assinado datado de 1984, que consta no Processo de Tombamento, e que menciona a importância deste para conscientização da Nação e para denúncia da violência, trazendo assinaturas de membros da Comissão de Justiça e Paz, Comitê Brasileiro de Solidariedade aos Povos da América Latina, Comitê Brasileiro pela Anistia de São Paulo, Federação das Mulheres Paulistas, entre outras entidades de peso. O Sindicato defendeu, na época, que a transformação em monumento público seria um símbolo da vontade de evitar uma nova repressão.
Em 30 de Outubro de 1984 foi apresentado ao CONDEPHAAT pedido de tombamento, sob o processo nº 4180/84. Este processo assinalava, além da solicitação de tombamento, o reconhecimento do Portal de Pedra como monumento público. O pedido foi convertido para o processo nº 23345/1985 e em 1985, transformado em patrimônio histórico e monumento público  de acordo com a Resolução SC 59/85 publicada no DOE 26/10/85.